# ديفيد ووكر (صحفي)
ديفيد ووكر (بالإنجليزية: David Walker)‏ هو صحفي ومذيع أخبار أمريكي، ولد في 21 مايو 1941 في إيدجووتر في الولايات المتحدة.